# Ràbia (malaltia)
La ràbia o hidrofòbia, terme d'ús més arcaic, és una malaltia aguda causada per la infecció per part del virus de la ràbia, un Rhabdovirus que infecta el sistema nerviós central causant encefalitis. El virus de la ràbia es troba difós a tot el planeta i ataca els mamífers domèstics i salvatges, incloent-hi els humans. Es troba en la saliva i en les secrecions dels animals infectats i s'inocula a l'home quan aquests l'ataquen i hi provoquen alguna lesió per mossegada; a més pot ser transfós quan un individu que té algun tall a la pell (via d'entrada del virus) té contacte amb les secrecions salivals d'un animal infectat. Els vectors animals importants inclouen: gossos, gats, ratpenats, mangostes, guilles, fures, ossos rentadors, llops i rates.
Aquesta malaltia, si no es tracta amb la màxima urgència, acaba provocant la mort del malalt. Quan una persona es contagia, els símptomes de la malaltia poden tardar entre 60 i 300 dies a manifestar-se. En algunes regions encara és un gran problema de salut pública com en alguns països d'Àsia i Àfrica, en la qual causa de més de 55.000 morts l'any, de les quals la majoria de les víctimes són persones menors de 15 anys. L'OMS inclou la ràbia a la llista de Malalties tropicals desateses.

## Etiologia

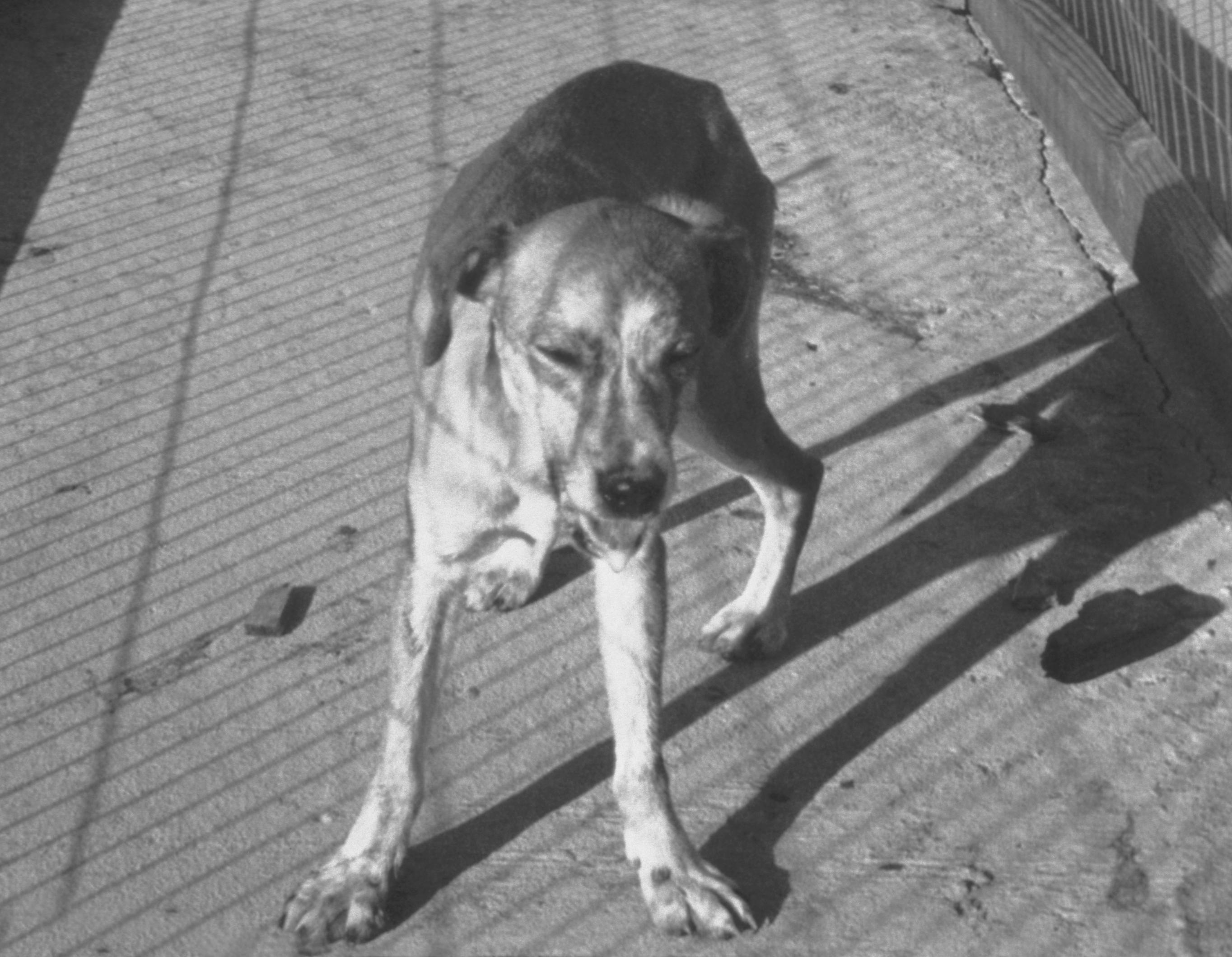
Un gos amb ràbia, deixant caure saliva de la seva boca.

La ràbia és causada per un virus que pot ser transmès a qualsevol mamífer. Des d'un gos fins a qualsevol animal normalment rural entre els quals trobem el bestiar, les rates, etc. La transmissió només és possible mitjançant el contacte directe amb un vector portador o amb material biològic procedent d'aquest. En tractar-se d'un virus amb un d'embolcall lipídic, és molt sensible als factors ambientals (p. ex.: dessecació, llum).
El virus es troba comunament en els nervis o en la saliva de l'animal afectat. Habitualment, però no sempre, el virus és transmès gràcies a una mossegada. En molts casos l'animal és extremadament violent i ataca sense provocació aparent.

## Història natural
La història natural de la ràbia en l'espècie humana és la següent:
1. Infecció per ferida o mossegada. Antigament, també es transmetia per operacions com el trasplantament de còrnia.
2. El virus té una primera multiplicació a les cèl·lules musculars i d'allà passa a les neurones i finalment als ganglis nerviosos.
3. El lloc on la malaltia es manifesta més acusadament és el cervell (encefalitis). Tanmateix, el temps que tarda a desenvolupar-se aquesta etapa és bastant llarg i depèn de molts factors.
4. Els virus comencen a passar d'unes neurones a altres a través dels contactes sinàptics, la qual cosa fa que el sistema immunitari sigui incapaç de detectar-los.
5. Des del cervell pot viatjar, a través dels nervis, a qualsevol part del cos, donant una infecció sistèmica.

Simptomàticament, el malalt passa per quatre fases:
1. Fase d'incubació: Dura entre 60 dies i un any i és asimptomàtica.
2. Fase prodròmica: Dura entre 2 i 10 dies. Apareixen símptomes inespecífics.
3. Fase neurològica: Dura entre 2 i 7 dies. Afecta el cervell. El pacient pot manifestar hiperactivitat, ansietat, depressió, deliri, paràlisi, espasmes faringis...
4. Fase de coma: Dura entre 1 i 10 dies. El pacient entra en coma i finalment mor, bé per aturada cardíaca, bé per infeccions secundàries.

A partir de la segona fase, és mortal en el 99,9 per cent dels casos. En la majoria de casos el diagnòstic sol ser postmortem. No obstant això, es pot diagnosticar per microscòpia gràcies a l'aparició dels anomenats «cossos de Negri» a les cèl·lules.

## Prevenció

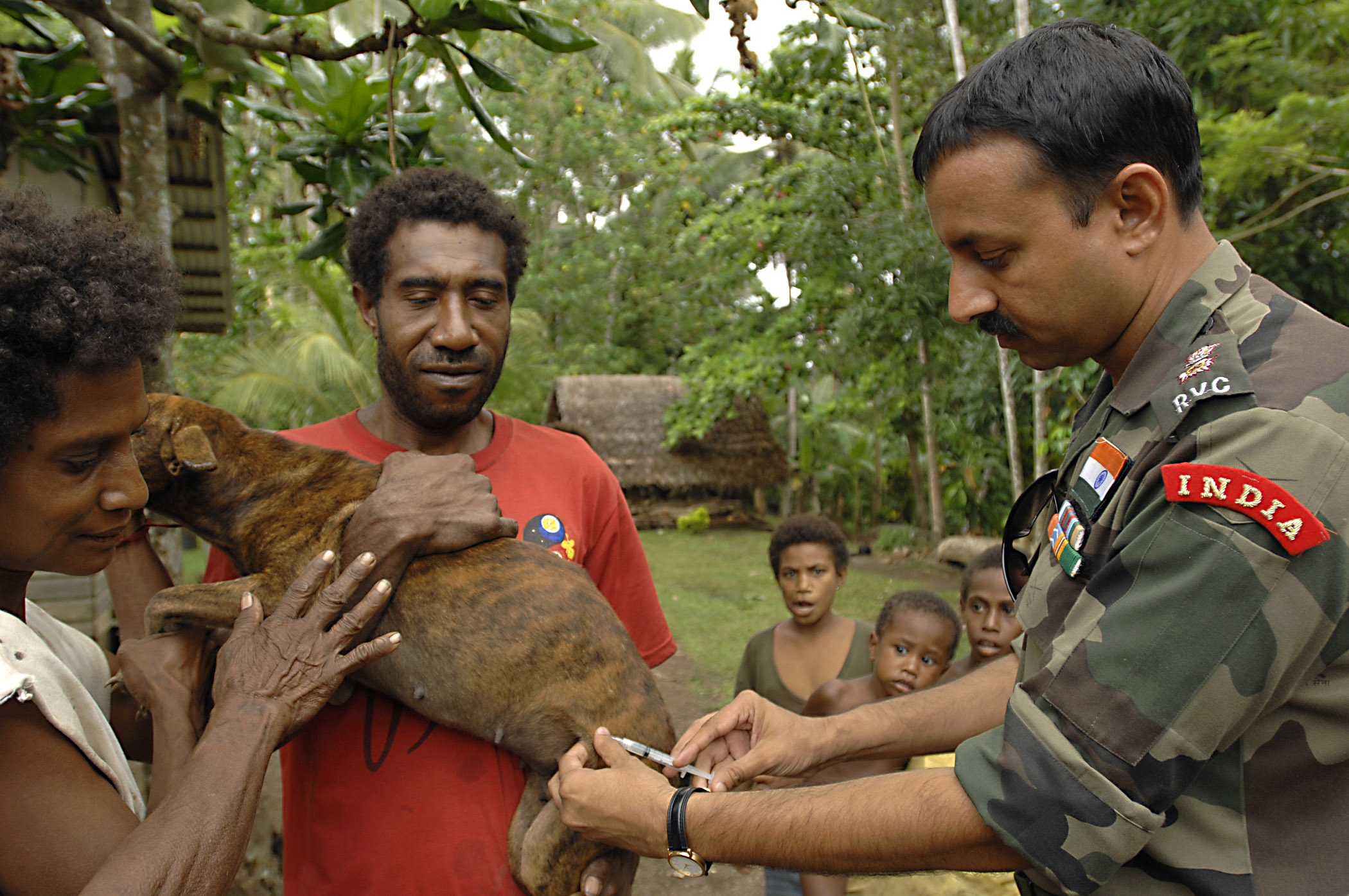
Vacunació d'animals domèstics a Papua Nova Guinea per part de l'exèrcit indi, l'any 2007.

Gairebé tota l'exposició humana a la ràbia va ser mortal fins que l'any 1885 Louis Pasteur i Émile Roux van desenvolupar-ne una vacuna. La seva vacuna original es va obtenir de conills infectats, dels quals el virus del teixit nerviós es va afeblir deixant-lo assecar durant cinc o deu dies. En alguns països encara s'utilitzen vacunes similars derivades del teixit nerviós, ja que són molt més barates que les modernes vacunes de cultiu cel·lular.

## Tractament
L'única opció de tractament és subministrar immunoglobulina i injectar una vacuna contra el virus, la qual cosa només és eficaç durant la fase d'incubació i es recomana instaurar un tractament profilàctic preferentment durant les primeres hores després d'una possible exposició. La vacuna es fabrica a partir de virus aïllats d'animals morts. Es fan créixer sobre cultius cel·lulars i després es purifiquen i inactiven amb diferents substàncies químiques. És necessari aplicar entre 4 i 6 dosis.
El tractament immediat després d'una possible exposició al virus de la ràbia (per exemple, una mossegada o esgarrapada d'algun mamífer) impedeix el desenvolupament dels símptomes, els quals, en absència de tractament, condueixen irremeiablement a la mort. És recomanable rentar amb aigua i sabó, acuradament i sense raspar la ferida, ja que d'aquesta manera s'ajuda a eliminar el virus, i acudir tot seguit a un centre hospitalari per rebre atenció especialitzada. Tal atenció en general consisteix en l'aplicació de la vacuna postexposició en els dos dies següents a la mossegada. Les mesures de prevenció de ràbia en humans comprenen tant el tractament profilàctic pre o postexposició com les d'intervenció sobre els hostes del virus de la ràbia. El tractament postexposició consisteix en l'aplicació d'una sola dosi de vacuna antiràbica (esquema reduït 10 dosi) o aplicació de vacuna antiràbica + sèrum antiràbic (esquema clàssic 14 dosi més sèrum) i l'esmentat esquema depèn del tipus d'exposició i de la condició de l'animal agressor. Sovint es recomana la vacunació al personal que per raó de la seva ocupació puguin entrar en contacte amb mamífers (veterinaris, metges, personal de control de plagues).

### Inducció del coma
S'ha reportat un únic cas al món en el qual se sobrevisqué a la ràbia després que s'induís al pacient un estat de coma. Mitjançant aquest procés, els metges van ser capaços de curar la malaltia en aquest cas particular. Intents posteriors de coma induït com a mètode de tractament, han fallat. Recentment (10/04/08) a Cali, Colòmbia, diaris locals van reportar que pel que sembla un pacient d'11 anys es va recuperar satisfactòriament d'aquesta malaltia després de la inducció d'un estat de coma. Tanmateix no s'ha reportat científicament la veracitat d'aquestes afirmacions.

## Epidemiologia

Morts per ràbia per milió de persones el 2012
0
1
2–4
5–9
10–17
18–69

Mapa de països i territoris lliures de ràbia

Els gossos són un dels animals que solen transmetre el virus de la ràbia als humans, per l'agressivitat natural que té aquesta espècie sota els efectes de la malaltia. Aquesta no és malaltia rara en zones urbanes amb altes densitats de població canina.
La ràbia urbana es presenta majorment en zones d'alta densitat poblacional canina; per això, la mesura de prevenció més eficaç per tallar aquest cicle de transmissió de la ràbia a població canina són les campanyes massives de vacunació antiràbica canina, de manera de tallar la cadena de transmissió del virus de la ràbia, a través de la immunització dels cans susceptibles a la ràbia.
Els ratpenats són els principals transmissors de la ràbia silvestre en zones selvàtiques, sent més difícil el seu control eficient.